# Eliakim Araújo
Eliakim Araújo Pereira Filho, mieux connu comme Eliakim Araújo (né le 28 avril 1941 à Guaxupé et mort le 17 juillet 2016 à Fort Lauderdale), était un journaliste brésilien.

## Biographie
Le 1er juin 1961, alors qu'il avait 20 ans, étudiant en droit, il fut embauché comme écrivain par Rádio Continental de Rio de Janeiro, ce qui commença sa carrière journalistique, comme le décrit dans une interview accordée au Jornal da ABI 370 et mise à disposition sur le blog Dois Pontos. Peu de temps après, il devient rédacteur et présentateur du Reportagem Ducal. C'est dans ces conditions qu'il annonce la démission du président Jânio Quadros, en août 1961.
Après près de vingt ans de travail à Rádio Jornal do Brasil, à Rio de Janeiro, il fut invité en 1983 par TV Globo à présenter Jornal da Globo, où il resta jusqu'en 1989, après avoir également présenté sporadiquement des éditions de presque tous les autres programmes d'information de la station. En 1984, il a ancré le rassemblement Diretas Já à Candelária, Rio de Janeiro.
Il a démissionné de Globo et s'est rendu à Rede Manchete, où il a présenté, avec sa collègue journaliste Leila Cordeiro, avec qui il a été marié de 1984 jusqu'à sa mort, le principal programme d'information de la chaîne, Jornal da Manchete.
En 1989, Eliakim a représenté Rede Manchete lors des deux débats présidentiels, entre Fernando Collor de Mello et Luiz Inácio Lula da Silva, diffusés par un pool de diffuseurs cette année-là. Il s’agissait de la première élection directe du président de la république, après le coup d’État militaire de 1964.
En 1992, invités par Silvio Santos et Marcos Wilson, alors directeur national du journalisme de SBT, le couple s'installe à São Paulo, où ils présentent pour la première fois Aqui Agora et, en 1993, en raison du départ de Lillian Witte Fibe de la chaîne, Il a repris le Jornal do SBT pendant plus de quatre ans.
En 1997, la chaîne de télévision américaine CBS a été invitée à animer la première chaîne d'information internationale en portugais, CBS Telenoticias, qui diffusait un programme d'information du même nom (CBS Telenotícias) sur SBT. Le projet a duré trois ans. Eliakim et Leila décident alors de rester aux États-Unis avec leurs enfants. Pendant trois ans, il a présenté Câmera Record News, qui diffusait des documentaires du programme américain 60 Minutes, sur CBS, l'un des plus grands réseaux de télévision et de radio des États-Unis.
En 2016, Eliakim a reçu un diagnostic de cancer du pancréas et a été admis dans un hôpital de Fort Lauderdale, où il vivait, pour traiter la maladie par chimiothérapie. Cependant, un mois après le diagnostic, Eliakim est décédé le 17 juillet, à l'âge de 75 ans, des suites de complications liées à la maladie.